# Samuel Maclay
Samuel Maclay, född 17 juni 1741 i Provinsen Pennsylvania, död 5 oktober 1811 i Northumberland County (i nuvarande Union County) i Pennsylvania, var en amerikansk lantmätare, jordbrukare och politiker (demokrat-republikan). Han representerade delstaten Pennsylvania i båda kamrarna av USA:s kongress, först i representanthuset 1795–1797 och sedan i senaten 1803–1809. Han var bror till William Maclay som var en av Pennsylvanias två första ledamöter av USA:s senat.
Maclay deltog i amerikanska revolutionskriget. Han blev invald i USA:s representanthus i kongressvalet 1794. Han efterträdde 1803 James Ross som senator för Pennsylvania. Han avgick som senator 4 januari 1809 och efterträddes av Michael Leib.
Maclays grav finns i Union County. Hans son William Plunkett Maclay var ledamot av USA:s representanthus 1815–1821.